# Чхънджин
Чхънджин (правопис по системата на Маккюн-Райшауер Ch'ŏngjin) е един от най-големите градове в Северна Корея, административен център на провинция Северен Хамгьон. Чхънджин е един от най-важните центрове на севернокорейската индустрия. Тук се произвеждат ЖП вагони, локомотиви, завод за машини и гума. В околностите на града се намират голям металургичен комбинат, химически комбинат, както и въглищните мини „10 май“. Много от предприятията обаче са претърпели криза и не работят заради недостига на горива и електричество. Чхънджин е единственият град освен Пхенян, в който има трамваи. В околностите на града има горещи извори. В Чхънджин има 7 университета, има и зоопарк, но в него няма животни.